# Шелудченко, Вера Тимофеевна
Вера Тимофеевна Шелудченко (укр. Віра Тимофіївна Шелудченко; род. 23 мая 1952, Чуднов, Чудновский район, Житомирская область, УССР, СССР) — городской глава города Житомир в период с 9 апреля 2006 года по 9 ноября 2010 года.

## Биография
Родилась 23 мая 1952 года в городе Чуднове Житомирской области.
В 1969 году закончила Чудновскую среднюю школу с отличием. В этот же год поступила на химико-технологический факультет Киевского института лёгкой промышленности. В 1974 окончила обучение в этом университет и получила квалификацию «инженер химик-технолог».

## Профессиональная деятельность
После окончания университета в 1974 году устроилась на работу на завод «Химволокно» (г. Житомир). Работала начальником смены, начальником цеха, заместителем начальника производства Житомирского завода «Химволокно». В этой должности она Шелудченко оставалась вплоть до 1995 года.
В 1995 году она стала главным инженером компании СП «Житомир-Полисакс» (Житомирский завод химического волокна), четыре года спустя стала директором компании. В этой должности работала вплоть до избрания городским главой Житомира в 2006 году.
С 9 апреля 2006 года по 9 ноября 2010 года — городской глава города Житомира.

## Общественная деятельность
- Председатель Совета директоров предприятий Королёвского района Житомира.
- Председатель Житомирской ячейки гражданского парламента женщин Украины.
- Лидер коалиции общественных организаций города Житомира «ДО ЛАДУ» (рус. «ТОЛКОМ», «ДО УМА»).

## Награды
- Орден княгини Ольги II степени.
- Орден «За выдающиеся достижения».
- Золотая медаль «За эффективное управление».

## Семейное положение
Замужем, имеет троих детей.